# David Hestenes
David Orlin Hestenes, ameriški fizik, * 21. maj 1933, Chicago, Illinois, ZDA.

## Življenje
Hestenes je doktoriral v letu 1963 na Univerzi Kalifornije v Los Angelesu. Pozneje je bil 30 let profesor na Oddelku za fiziko in astronomijo Državne univerze Arizone (ASU).

## Delo
Najbolj je znan po svojem delu v geometrijski algebri, teoretična fiziki in nevronskih mrežah ter raziskavah v vzgoji in poučevanju. Z njim se je pričelo sodobno obravnavanje geometrijske algebre.

## Priznanja

### Nagrade
V letu 2002 mu je Ameriško združenje učiteljev fizike podelilo Oerstedovo medaljo za njegov prispevek pri poučevanju fizike. 